# Praia Grande (Sintra)
Pôr-do-sol na Praia Grande.

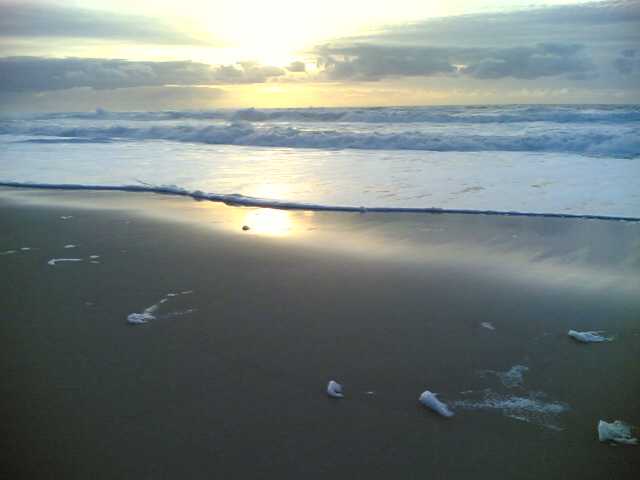
Espuma branca na praia grande.

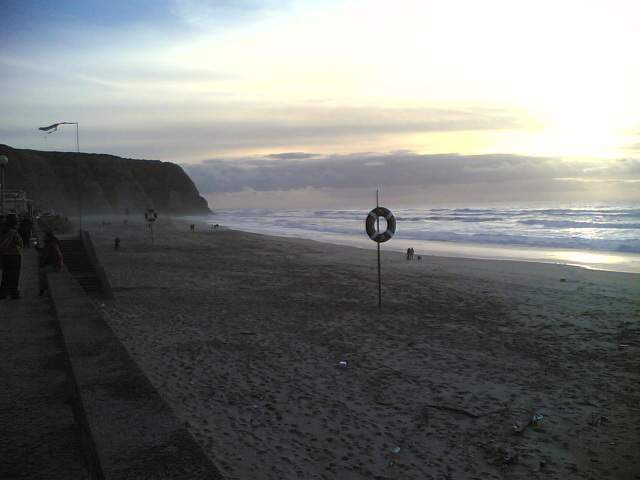
O areal da praia grande.

A Praia Grande é uma praia do município de Sintra, em Portugal. Encontra-se integrada no Parque Natural de Sintra-Cascais.
Oferece um areal relativamente extenso - daí o seu nome. Com uma forte ondulação ideal, a praia é famosa pelas óptimas condições para a prática do surf e do bodyboard. Assiste-se nesta praia, todos os anos, a diversas provas de desportos náuticos, entre eles o campeonato mundial de bodyboard. Possui uma piscina oceânica no extremo norte (entrada paga), enquanto que a sul existem vestígios de pegadas de dinossauros na falésia. Boa qualidade de água.
A Praia Grande é ainda uma estância de veraneio para muitos habitantes da região de Lisboa e muito popular entre o jet set da capital portuguesa. A estrada EN375, que dá acesso à praia, é servida por um apeadeiro do Elétrico de Sintra desde 1980 e no período 1904-1958.
O extremo esquerdo da praia, junto às escarpas, é uma das zonas mais concorridas pelos pescadores, famosa pela qualidade e quantidade de peixe.

## Pegadas de dinossauro
O local atrai turistas e curiosos que pretendem observar as pegadas de dinossauro do período cretácico, nomeadamente de saurópodes, terópedes e ornitópodes, que se encontram marcadas nos rochedos ao fundo da praia. Estas pegadas, com cerca de 110 a 115 milhões de anos, situam-se em bancadas quase verticais no topo sul da Praia Grande e tornam-se particularmente evidentes quando iluminadas com luz rasante. Trata-se de um total 66 pegadas, das quais 51 distribuídas por 11 rastos, parecendo as restantes estar isoladas. Os rastos parecem ter sido feitos por animais bípedes.